# Universidade de Bielefeld

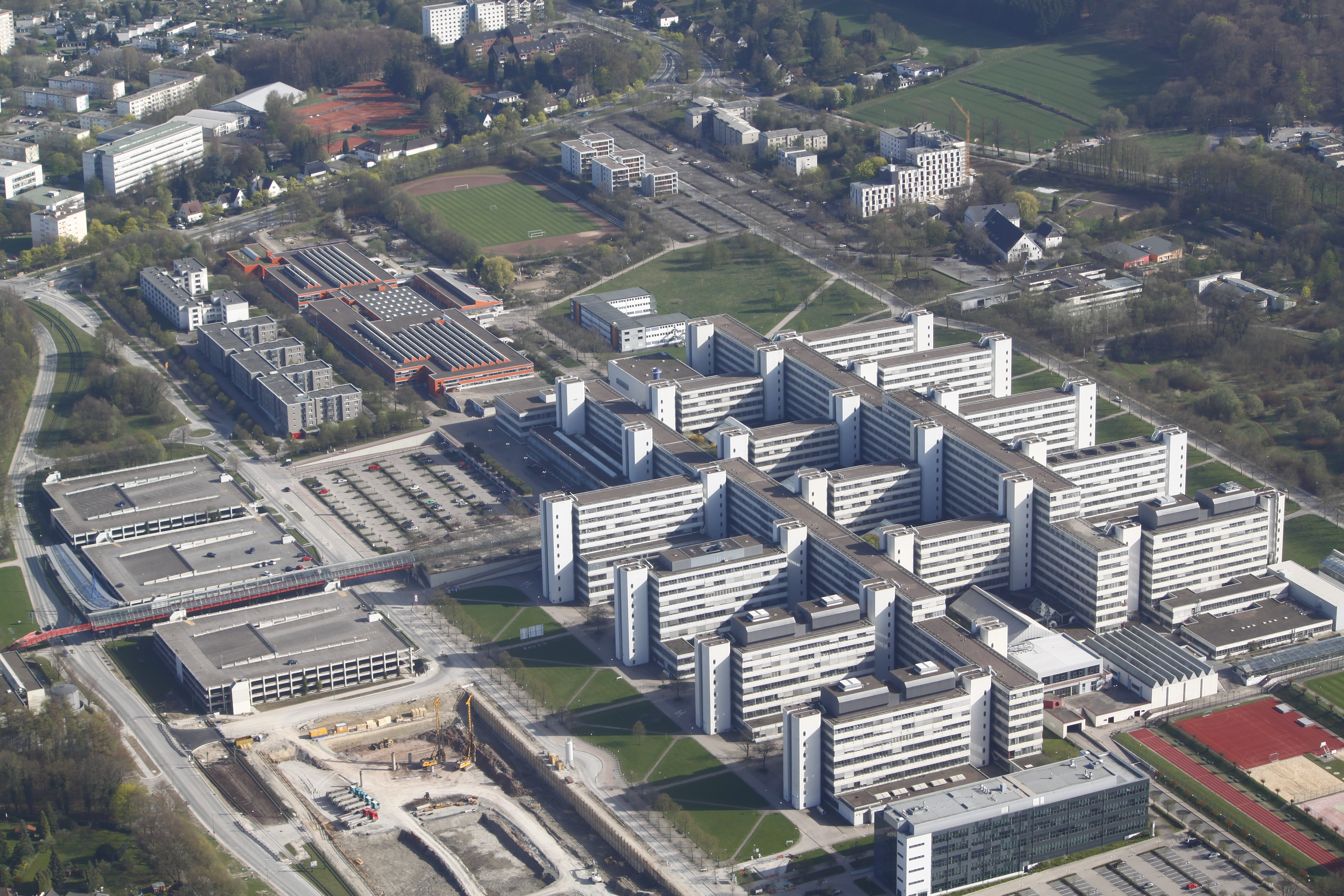
Imagem aérea da Universidade de Bielefeld

A Universidade de Bielefeld (em alemão:  Universität Bielefeld) é uma universidade da Alemanha na Renânia do Norte-Vestfália fundada em 1969, a maior instituição de pesquisa na região de Ostwestfalen-Lippe. De acordo com o ranking do Times Higher Education 2021, a Universidade de Bielefeld ocupa a 158ª posição entre as melhores universidades do mundo.

## Visão global
Com mais de 25 000 alunos (no semestre de inverno de 2018/2019), a Universidade de Bielefeld é a maior das seis universidades de Bielefeld. Ocupa o segundo lugar entre as universidades estaduais da Vestfália em termos de fundos da Deutsche Forschungsgemeinschaft por professor. Em 2019 a Universidade de Bielefeld foi classificada em 166º lugar entre 1 400 universidades em todo o mundo no Times Higher Education World University Rankings.<x ref>Jelena Brankovic (11 de março de 2020). «So verrückt können Rankings sein» (em alemão). FAZ.net. Consultado em 30 de outubro de 2021</ref> Também estava entre as 20 melhores universidades jovens em todo o mundo.<x ref>«Bielefeld University» (em inglês). 4 de fevereiro de 2020. Consultado em 30 de outubro de 2021</ref> No ranking universitário da revista Focus em setembro de 2005, a Universidade de Bielefeld ficou em 10º lugar em um total de 86 lugares. Teve o primeiro lugar nos campos da educação e da sociologia.

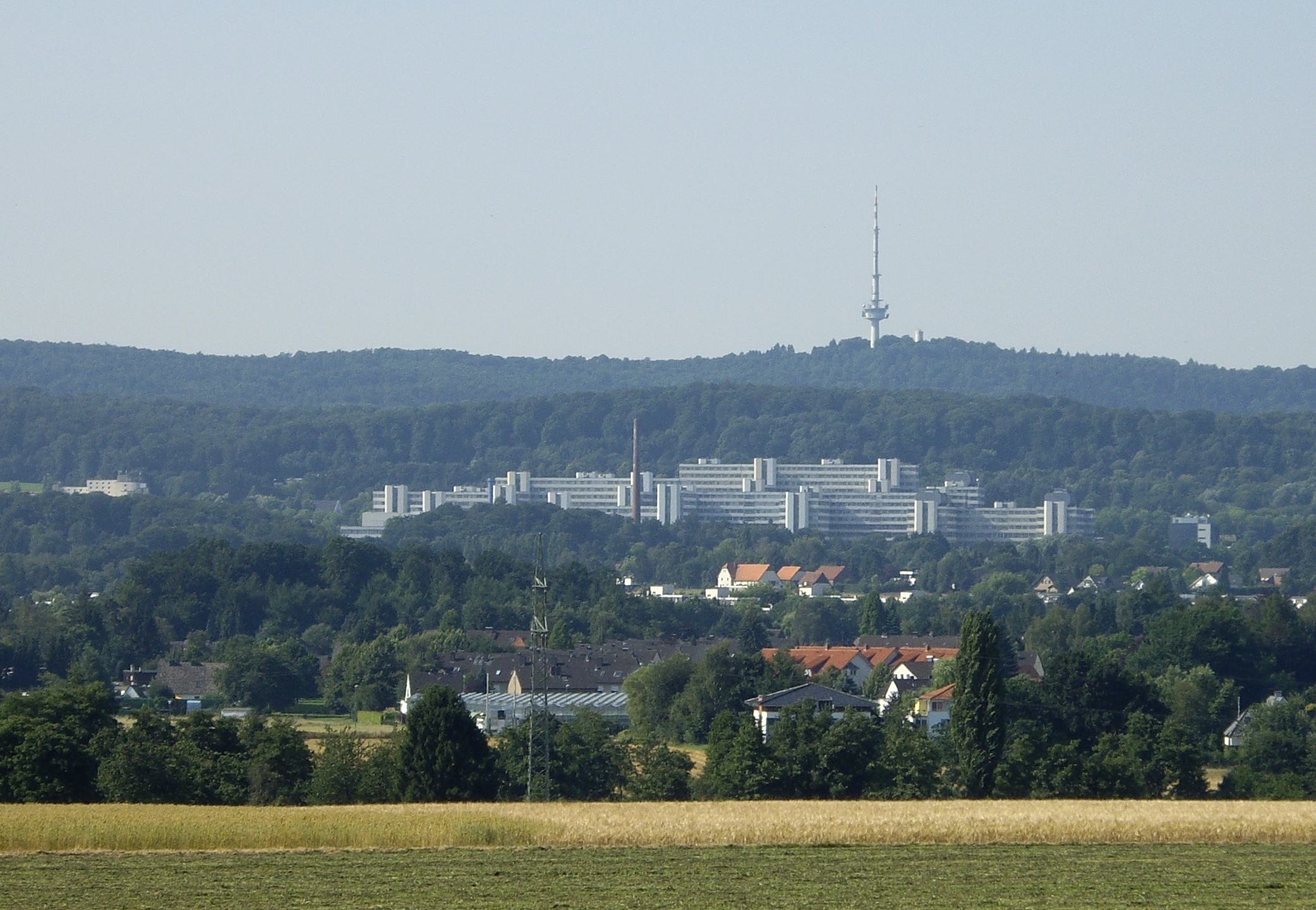
A Universidade de Bielefeld localiza-se nas encostas da Floresta de Teutoburgo.

### Prêmio Gottfried Wilhelm Leibniz
O Prêmio Gottfried Wilhelm Leibniz é o prêmio de avanço científico mais valioso concedido anualmente desde 1985 pela Deutsche Forschungsgemeinschaft a cientistas que trabalham na Alemanha. Um total de oito cientistas da Universidade de Bielefeld receberam este prêmio:
| Ano  | Nome                             | Área de pesquisa            | Observação |
| ---- | -------------------------------- | --------------------------- | --- |
| 1992 | Thomas Zink                      | Matemática                  | juntamente com Christopher Deninger (Universidade de Münster) Michael Rapoport (Universidade de Wuppertal) Peter Schneider (Universidade de Colônia) |
| 1994 | Adrienne Héritier, Helmut Willke | Sociologia/Ciência Política | |
| 1998 | Ute Frevert                      | História Moderna            | |
| 2000 | Gertrude Lübbe-Wolff             | Direito Público             | |
| 2001 | Helge Ritter                     | Neuroinformática            | |
| 2007 | Bernhard Jussen                  | História medieval           | |
| 2008 | Martin Carrier                   | Filosofia da ciência        | |

## Logo

até 2008
2008 a 2019
desde 2019